# Villand herred
Villand herred (dansk: Villand Herred) var et herred beliggende i Skåne. Villand betyder formodentlig det våde land. Ifølge Danske Sagn af Evald Tang Kristensen (Bind IV s.7) skal herredet være opkaldt efter sagnsmeden Vølund, hvorfor dets våbenskjold også viser smedens værktøj, hammer og tang.
I herredet lå bl.a. Bäckaskog slot, Råbelöv slot, Karsholm slot og Lyngbygård samt byerne Åhus og Bromölla.